# جارمايلو كويماندو
بلدية جارمايلو كويماندو (بالإسبانية: Jaramillo Quemado)‏, هي إحدى بلديات مقاطعة برغش, التي تقع في منطقة قشتالة وليون, والتي تقع في شمال غرب إسبانيا.
يبلغ عدد سكانها 17 نسمة وفقاً لإحصائية سنة (2002).